# François Jules Edmond Got
François Jules Edmond Got (Lignerolles, 1º ottobre 1822 – Parigi, 20 marzo 1901) è stato un attore francese.

## Biografia

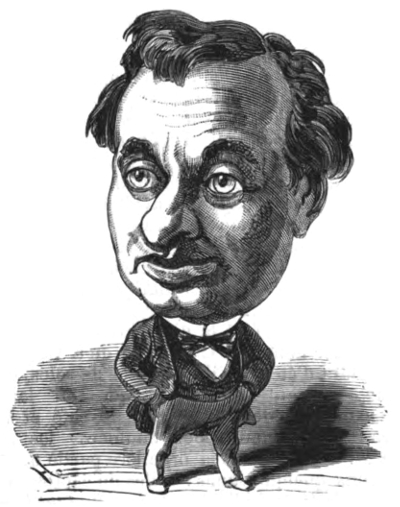
Edmond Got, caricatura di Georges Lafosse per Le Trombinoscope, n°2, 1872

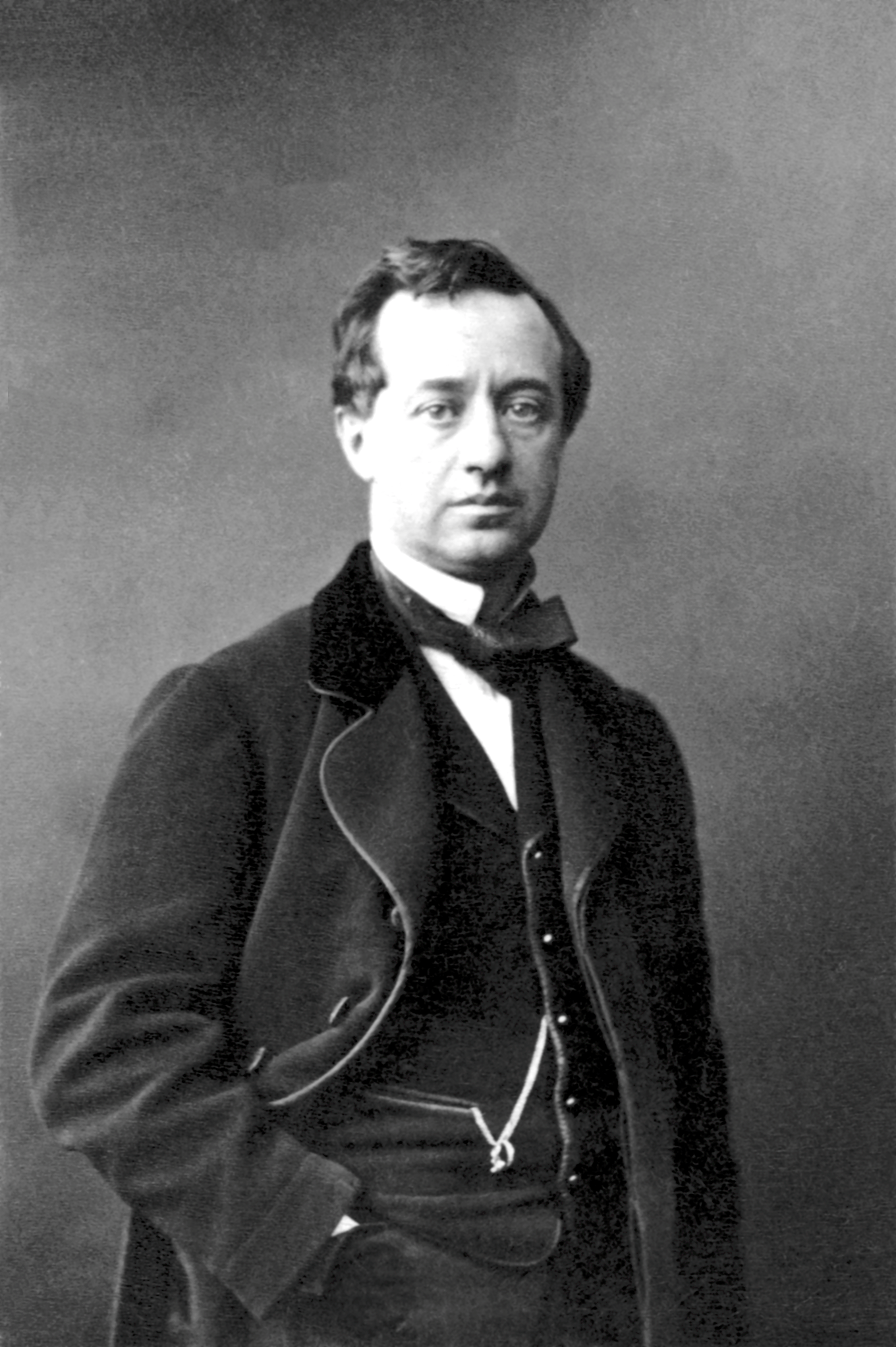
Edmond Got

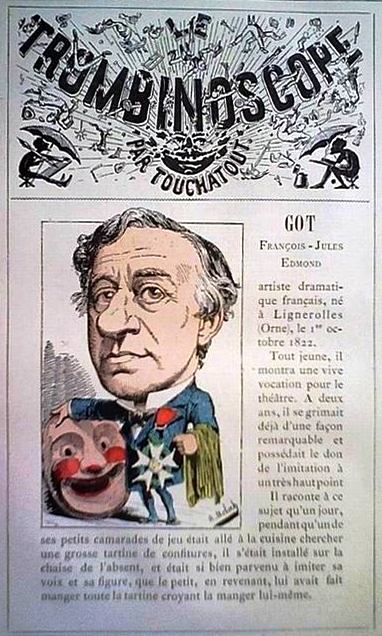
Vignetta di Francisque Sarcey, n°22 Le Trombinoscope

La sua formazione artistica la svolse al Conservatorio di Parigi, allievo di Provost, dove ottenne premi e riconoscimenti,
e dopo aver partecipato alla guerra di Algeria, nel 1844 entrò a far parte della Comédie-Française, con la quale debuttò il 17 luglio con l'opera Les Héritiers e collaborò fino al 1895, anno del suo ritiro dalle scene.
Nella sua carriera interpretò principalmente ruoli comici raffinati e brillanti, come quello dei servitori della commedia classica oppure in alcuni libretti ottocenteschi, quali Le duc Job di Léon Laya o quelli di Alfred de Musset, ma si impegnava anche nei tipi più popolareschi. Si caratterizzò per la sua verve, la sua allegria, il suo gusto per la realtà, la sua potente immaginazione, che lo fecero diventare uno dei più grandi comici del tempo.
Tra i suoi migliori ruoli, possiamo menzionare: il Cœur et la Dot, i Caprices de Marianne, l'Effrontés, il Duc Job, le Fils de Giboyer, il Maître Guérin, il Gendre de M. Poirier, l'Ami Fritz, il Fourchambault, Denise, l'Étrangère, il Flibustier, Cabotins, etc.
Si è ritirato dall'attività teatrale il 31 gennaio 1895.
Got ricevette la carica di professore di dizione presso il Conservatorio il 1º novembre 1877, dalla quale si è dimesso il 22 luglio 1894.
È stato nominato cavaliere della Legion d'onore il 4 agosto 1881.
Scrisse due libretti d'opera, François Villon (1857) e L'esclave (1874) e una significativa storia del teatro a lui contemporaneo, intitolata Journal, stampata nel 1910.
Dal 1895, abitò nella frazione di Boulainvilliers a Parigi, dove morì il 20 marzo 1901.

## Attività teatrale
- 1844 : Les Plaideurs di Jean Racine : L'Intimé
- 1845 : Le Barbier de Séville di Beaumarchais : Figaro ; Bazile
- 1845 : La Tour de Babel di Pierre-Chaumont Liadières : Dighton
- 1845 : Corneille et Rotrou di Ferdinand-Simon de La Boullaye e Eugène Cormon : Colletet
- 1845 : Le Mariage de Figaro di Beaumarchais : Grippesoleil
- 1845 : Les Plaideurs di Jean Racine : Petit-Jean
- 1845: George Dandin di Molière : Colin
- 1845 : La Cigüe d'Émile Augier : Paris
- 1846 : La Chasse aux fripons di Camille Doucet : Périnet
- 1846 : Une fille du Régent d'Alexandre Dumas : Tapin
- 1846 : Tartuffe di Molière : M. Loyal
- 1846 : Don Gusman ou la Journée d'un séducteur d'Adrien Decourcelle : Quinola
- 1846 : George Dandin di Molière : Lubin
- 1846 : Le Nœud gordien di Madame Casamayor : Gregorio
- 1847 : L'Ombre de Molière di Jules Barbier : Mercure
- 1847 : Dom Juan ou le Festin de pierre di Molière : La Violette
- 1847 : Le Mariage de Figaro di Beaumarchais : Brid'oison
- 1847 : Notre fille est princesse di Léon Gozlan : Clarke
- 1847 : Scaramouche et Pascariel di Michel Carré : Octave
- 1847 : Le Misanthrope di Molière : Dubois
- 1847 : Pour arriver d'Émile Souvestre : Brunel
- 1848 : La Marinette ou le Théâtre de la farce d'Adrien Decourcelle : Turlupin
- 1848 : Dom Juan ou le Festin de pierre di Molière : Ragotin
- 1848 : Le Puff ou Mensonge et vérité d'Eugène Scribe : Bouvard
- 1848 : Thersite di Villarceaux : Calliclès
- 1848 : La Marquise d'Aubray de Charles Lafont : Antoine
- 1848 : Il ne faut jurer de rien d'Alfred de Musset : l'abate
- 1848 : Le Bachelier de Ségovie di Casimir Bonjour : Fabricio
- 1848 : Le Vrai club des femmes di Joseph Méry : Roger
- 1849 : Bon gré mal gré di Jules Barbier : il marchese
- 1849 : La Double leçon di Jean-Baptiste-Rose-Bonaventure Violet d'Épagny : Gerbeau
- 1849 : Le Moineau de Lesbie d'Armand Barthet : Manlius
- 1849 : Adrienne Lecouvreur d'Eugène Scribe e Ernest Legouvé : Poisson
- 1849 : On ne saurait penser à tout d'Alfred de Musset : Germain
- 1849 : La Mère coupable di Beaumarchais : Guillaume
- 1849 : Deux hommes ou Un secret du monde d'Adolphe Dumas : un ragazzo
- 1849 : Le Testament de César di Jules Lacroix e Alexandre Dumas : Thersite
- 1850 : Trois entr'actes pour l'Amour médecin d'Alexandre Dumas : Latrufardière
- 1850 : Les Deux célibats di Jules de Wailly e Charles Duveyrier : Jacques
- 1850 : L'Avoué par amour d'Edmond Cottinet : Clément
- 1850 : Le Carrosse du Saint-Sacrement di Prosper Mérimée : Martinez
- 1850 : Charlotte Corday di François Ponsard : un oratore
- 1850 : La Queue du chien d'Alcibiade di Léon Gozlan : Louis Duverger
- 1850 : Le Chandelier d'Alfred de Musset : Guillaume
- 1850 : Une discrétion d'Édouard Plouvier : Monicourt
- 1850 : Héraclite et Démocrite d'Édouard Foussier : Démocrite
- 1850 : Les Contes de la reine de Navarre d'Eugène Scribe e Ernest Legouvé : Babieca
- 1850 : Le Joueur de flûte d'Émile Augier : Bomilcar
- 1851 : Le Mariage de Figaro di Beaumarchais : Figaro
- 1851 : Les Caprices de Marianne d'Alfred de Musset : Tibia
- 1852 : Le Cœur et la dot di Félicien Mallefille : Beaudrille
- 1853 : Dom Juan ou le Festin de pierre di Molière : Pierrot
- 1858 : Le Retour du mari di Mario Uchard : Devalonne
- 1859 : Souvent homme varie d'Auguste Vacquerie : Troppa
- 1859 : Le Duc Job di Léon Laya : Jean de Rieux
- 1861 : Les Femmes savantes di Molière : Trissotin
- 1862 : Le Fils de Giboyer d'Émile Augier : Giboyer
- 1863 : Jean Baudry d'Auguste Vacquerie : Jean Baudry
- 1864 : Moi d'Eugène Labiche e Édouard Martin : de La Porcheraie
- 1864 : Maître Guérin d'Émile Augier : Maître Guérin
- 1865 : Henriette Maréchal d'Edmond e Jules de Goncourt : Pierre de Bréville
- 1866 : La Contagion d'Émile Augier, théâtre de l'Odéon : André Lagarde
- 1866 : Le Fils d'Auguste Vacquerie : Mauvergnat
- 1866 : Paul Forestier d'Émile Augier : Michel Forestier
- 1868 : Mercadet d'Honoré de Balzac : Mercadet
- 1869 : Lions et Renards d'Émile Augier : M. de Sainte-Agathe
- 1871 : Adrienne Lecouvreur d'Eugène Scribe e Ernest Legouvé : Michonnet
- 1872 : La Vraie farce de Maître Pathelin d'Édouard Fournier : Pathelin
- 1873 : Marion de Lorme di Victor Hugo : l'Angely
- 1873 : Jean de Thommeray d'Émile Augier e Jules Sandeau : Jonquières
- 1874 : George Dandin di Molière : George Dandin
- 1875 : Bataille de dames d'Eugène Scribe
- 1875 : L'Ilote di Charles Monselet e Paul Arène : L'Ilote
- 1876 : Dom Juan ou le Festin de pierre di Molière : Sganarelle
- 1876 : L'Étrangère d'Alexandre Dumas (figlio) : Rémonin
- 1878 : Les Fourchambault d'Émile Augier : Bernard
- 1880 : Les Femmes savantes di Molière : Trissotin
- 1880 : Le Bourgeois gentilhomme di Molière : le maître de philosophie e le Muphti
- 1881 : Le Monde où l'on s'ennuie d'Édouard Pailleron : Bellac
- 1882 : Les Rantzau d'Émile Erckmann e Alexandre Chatrian : Jean Rantzau
- 1882 : Le roi s'amuse di Victor Hugo : Triboulet
- 1884 : Smilis di Jean Aicard : Martin
- 1885 : Denise d'Alexandre Dumas fils : Brissot
- 1886 : Hamlet, prince de Danemark d'après William Shakespeare : Polonius
- 1886 : L'Avare di Molière : Maître Jacques
- 1886 : Les Plaideurs di Jean Racine : Dandin
- 1887 : Vincenette di Pierre Barbier : Maître Claude
- 1888 : Le Flibustier di Jean Richepin : François Legoëz
- 1891 : L'Article 231 di Paul Ferrier : La Verpillière
- 1892 : Le Juif polonais d'Émile Erckmann e Alexandre Chatrian : Mathis
- 1894 : Cabotins ! d'Édouard Pailleron : Grigneux
- 1894 : Vers la joie di Jean Richepin : Bibus